# Вахау (Саксония)
Вахау (нем. Wachau) — община в Германии, в земле Саксония. Подчиняется административному округу Дрезден. Входит в состав района Баутцен. Площадь 38.07 км². Население составляет 4 515 человек (2007 год).
Коммуна подразделяется на 5 сельских округов.